# Thamela Coradello Galil
Thamela Coradello Galil (* 12. Juli 2000 in Piúma, Espírito Santo) ist eine brasilianische Beachvolleyballspielerin.

## Karriere
Thamela spielte zunächst Hallenvolleyball in ihrer Heimatstadt Piúma. Ab 2015 konzentrierte sie sich auf Beachvolleyball. Thamela vertrat Brasilien 2018 bei den Olympischen Jugendspielen und bei der U19-Weltmeisterschaft sowie 2019 bei der U21-Weltmeisterschaft. Von 2020 bis 2022 war die sechzehn Jahre ältere Elize Secomandi Maia ihre Partnerin, zunächst nur auf der nationalen Tour und ab August 2021 auch auf der World Tour. Hier gewannen die Brasilianerinnen das 2-Sterne Turnier in Prag und wurden jeweils Fünfte beim 2-Sterne Turnier in Brno und beim 4-Sterne Turnier in Itapema. Bestes Ergebnis für Elize Maia/Thamela auf der neugeschaffenen World Beach Pro Tour 2022 war ein dritter Platz im März beim Challenge-Turnier im mexikanischen Tlaxcala. Mit der achtzehn Jahre älteren Talita Antunes gewann Thamela im November das Elite16-Turnier in Kapstadt und gehörte zu den top zwölf Teams beim gleichartigen Wettbewerb in Uberlândia. In der folgenden Saison standen die Südamerikanerinnen in den Viertelfinals der Challenge Events von La Paz und Saquarema. Anfang 2024 startete Coradello noch drei Mal mit Secomandi Maia, bevor sie mit Victória Lopes ein neues Beachpaar bildete. Die beiden wurden bei ihrem zweiten gemeinsamen Auftritt in Hamburg gleich mit Bronze dekoriert.  Noch besser lief es in João Pessoa, wo sich das Duo im Duell mit Taiana Lima und Talita Antunes den Sieg sicherte. Nach einem weiteren dritten Platz in Rio de Janeiro kam im April 2025 die zweite Goldmedaille dazu. Im Endspiel von Saquarema konnten sich Victória und Thamela in drei Sätzen gegen die Siegerinnen der letzten beiden World Tour Finals Kristen Nuss und Taryn Brasher durchsetzen.